# Canthigaster jactator
Espèce
Statut de conservation UICN

 LC  : Préoccupation mineure
Canthigaster jactator est une espèce de poissons tetraodontiformes.